# Skøde- og panteprotokol
Skøde- og panteprotokoller blev perioden 1683 til 1927 brugt til at register alle handler med fast ejendom. Den typiske kilde for ejendomshistorie i perioden. Blev i 1927 erstattet af skødegenparter. Som register til skøde- og panteprotokollerne er siden 1845/1863 blevet ført de populært kaldet realregister.
For slægtsforskere udgør skøde- og panteprotokoller sammen med realregister en vigtig kilde, da de foruden oplysninger om ejere af ejendomme, også rummer f.eks. fæstebreve, leje- og aftægtskontrakter. Alle kan frit benytte skøde- og panteprotokollerne, enten på et af landsarkiverne eller hjemme, da Rigsarkivet har scannet en del af de gamle bøger, disse skal fremsøges via arkivets database Daisy.